# Pavel Katenin

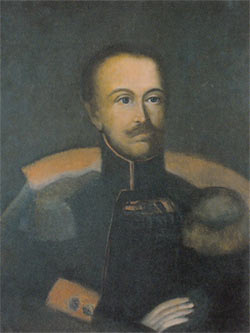
Pavel Katenin

Pavel Aleksandrovitj Katenin (ryska: Павел Александрович Катенин), född 22 december (gamla stilen: 11 december) 1792 i Kologrivskij ujezd, guvernementet Kostroma, död där 4 juni (gamla stilen: 23 maj) 1853, var en rysk författare. 
Katenin ägnade sig efter krigstjänst åt litteraturen och litteraturkritiken, författade samt översatte åtskilliga, på sin tid ofta spelade skådespel i den "klassiska" stilen. Sina ämnen tog han ur det fornryska livet, men höll sig i formen strängt till de franska förebilderna, Thomas Corneille och Jean Racine, av vilka han översatte "Ariane" och "Esther". Som kritiker uppträdde han kraftigt mot romantiken, men beundrade Aleksandr Pusjkin och Aleksandr Gribojedov, vid vilka han var personligt fäst. Hans samlade verk på vers utkom 1832.